# Vocalettes
Vocalettes (The Vocalettes) är en sångtrio som ursprungligen skapades till Rhapsody in Rock 2002.
Gruppen har sedan dess medverkat i produktioner tillsammans med Robert Wells, gjort egna konserter, släppt ett album och ett flertal singlar. 2011 fick de Anita O'Day-priset som delas ut av Stiftelsen Jazzens Museum.

## Medlemmar
- Maria Wells
- Hanna Wanngård
- Pernilla Cowan

## Diskografi

### Album
- 2009 – In the Spirit of Andrew Sisters (Arthur Music)

### Singlar
- 2015 – Jag tror jag tror på sommaren (Arthur Music)
- 2011 – Love The 40s (Arthur Music)